# Regne dels ostrogots
El Regne Ostrogot (oficialment Regne d'Itàlia, Regnum Italiae) fou un regne germànic establert el 493 i va durar fins al 553 ocupant la península Itàlica, l'illa de Sicília la Provença i el Nòric, Il·líria i Pannònia. Avui dia aquest territoris comprenen gairebé tota la república d'Itàlia, part del sud d'Àustria i Hongria i Sèrbia, Montenegro, Bòsnia i Croàcia. Els ostrogots van reemplaçar Odoacre, autoproclamat Rei d'Itàlia en deposar el darrer emperador romà —Ròmul Augústul— el 476. El Regne ostrogot va arribar al seu zenit sota el lideratge del seu primer rei, Teodoric el Gran, que va mantenir la majoria de les institucions social de l'Imperi Romà d'Occident.
El 535, però, l'Imperi Romà d'Orient va envair la península Itàlica i el rei ostrogot en aquells temps, Vitigès, no va poder defensar amb èxit el seu regne, sent capturat a la seva capital Ravenna pel general romà d'Orient Belisari. Els Ostrogots es reagruparen sota el lideratge de Tòtila i foren capaços de capgirar la situació i gairebé evitar la conquesta, però finalment foren derrotats completament. El darrer rei ostrogot fou Teia. Tanmateix, la desfeta ostrogoda la península Itàlica restà fortament influïda pels pobles germànics i el territori itàlic, inestabilitzat, fou conquerit pels llombards (565) poc menys de tres lustres després de l'anihilació del regne ostrogot, instituint-hi el Regne de Llombardia.

## Història

### Antecedents
Els ostrogots eren la branca oriental dels gots. Van establir un poderós estat al territori de la Dàcia, però a finals del segle iv, foren subjugats pels Huns. Quan l'Imperi del Huns es va col·lapsar, l'emperador Marcià va permetre que grans nombres d'Ostrogots a la província de Pannònia com a federats. Però el 460, durant el regnat de l'emperador Lleó I, quan aquest va deixar de pagar-los els subsidis anuals, els ostrogots saquejaren Il·líria. La pau no va arribar fin el 461, quan el jove Teodoric Amal, fill de Teodomir, fou enviat com a ostatge a Constantinoble, on va rebre educació romana. En anys anteriors, grans nombres d'ostrogots havien entrat al servei de Constantinoble com soldats i havien obtingut un poder important políticament i militarment. El període 477-483 va estar marcat per les desavinences entre els capitosts ostrogots Teodoric Amal i Teodoric Estrabó i el nou emperador d'Orient Zenó. En aquest conflicte, les aliances canviaren constantment de costat i com a resultat es devastaren grans parts dels Balcans. Finalment, amb la mort de Teodoric Estrabó el 481, Zenó i Teodoric arribaren a un acord. Es van cedir parts de Mèsia i Dàcia als gots i Teodoric fou nomenat mestre dels soldats i cònsol el 484. Malgrat tot, en menys d'un any Teodoric i Zenó estaven de nou en lluita i aquest cop els gots saquejaren Tràcia. Va ser llavors quan Zenó va pensar a enfrontar Teodoric amb un altre dels seus enemics polítics: Odoacre.
El 476, Odoacre va deposar el darrer emperador de l'Imperi Romà d'Occident, Ròmul Augústul i es va autoproclamar rex Italiae ("Rei d'Itàlia"), reconeixent però la sobirania de l'imperi. El seu coronament fou reconegut per Zenó el 477, atorgant a Odoacre el títol de patrici. Odoacre va mantenir el sistema administratiu romà i va cooperar amb el Senat romà, i va governar amb èxit i de manera eficient. Va expulsar els vàndals de Sicília el 477 i tres anys més tard conqueria Dalmàcia després de la mort de Juli Nepot.

### Conquesta dels ostrogots
La independència formal d'Odoacre s'estava convertint en una molèstia per Constantinoble, així que Zenó va arribar a un acord amb Teodoric: Si aquest conqueria la península Itàlica, hi governaria com a representant de l'emperador. Teodoric es va posar amb marxa la tardor del 488, deixant enrere Mèsia, creuant Dalmàcia i travessant els Alps l'agost del 489. El primer enfrontament amb les tropes d'Odoacre fou a la batalla del riu Soča, el 28 d'aquell mes. Odoacre va ser derrotat i es va retirar cap a Verona, on un mes més tard patiria una nova i sagnant derrota davant dels gots de Teodoric. En aquesta ocasió, Odoacre es va refugiar a la seva capital, Ravenna, mentre gran part del seu exèrcit es rendia i passava a engreixar les files dels gots. Teodoric, recelós, va enviar els seus nous homes a lluitar contra Odoacre, però aquests canviaren de bàndol un altre cop i Odoacre, de nou amb exèrcit, va capturar Milà i Cremona i també va posar setge al campament principal dels gots a Ticinum, (Pavia). En aquest punt, però, van intervenir els Visigots, es va aixecar el setge de Ticinum i Odoacre fou totalment derrotat en la batalla del riu Adda l'11 d'agost de 490. Odoacre va fugir a Ravenna de nou, mentre el Senat i moltes altres ciutat italianes declaraven el seu suport a Teodoric.
Els gots posaren setge a Ravenna, però al no disposar de flota, els subministraments arribaven a la ciutat per mar. No va ser doncs fins al 492 que Teodoric tingué naus per capturar els ports de Ravenna i tallar totes les comunicacions de la ciutat. Sis mesos després començaven les negociacions entre els dos reis, que el 25 de febrer del 493 arribaven a un acord per repartir-se la península Itàlica en dues parts. Per celebrar-ho, es va organitzar un banquet el 15 de març, però en el transcurs d'aquest, després de brindar, Teodoric va matar Odoacre amb les seves pròpies mans.

### El regne de Teodoric el Gran
Igual que Odoacre, Teodoric va obtenir el títol de patrici. Com a súbdit de l'emperador a Constantinoble, el seu càrrec era de virrei per la península Itàlica i així fou reconegut pel nou emperador Anastasi el 497. Al mateix temps, Teodoric era el rei del seu poble, que no eren ciutadans romans. En realitat, el seu govern era pràcticament independent de l'imperi, però al contrari que Odoacre, Teodoric va preservar meticulosament les formes i el seu paper de subordinat. El sistema administratiu d'Odoacre, que en essència era el de l'antic imperi, es va preservar i va quedar exclusivament en mans dels Romans. Alguns ministres d'Odoacre, com Cassiodor i Liberi continuaren al davant d'alts càrrecs, el Senat continuava en funcions i les lleis de l'Imperi seguien governant la població romana, si bé els gots eren governats per les seves pròpies lleis ancestrals. La cooperació entre Teodoric i l'aristocràcia romana no es trencaria fins anys més tard, especialment durant el conflicte religiós entre Roma i Constantinoble, quan alguns senadors van conspirar amb l'emperador i Teodoric va ordenar l'arrest i execució de Boeci el 524.
D'altra banda, l'exèrcit i tots els càrrecs militars quedaven en mans dels gots. La majoria es van establir al nord de la península Itàlica i es mantenien al marge de la població romana. Aquesta divisió estava accentuada per les diferents doctrines religioses dels dos pobles: els gots seguien l'arrianisme, mentre els romans eren ortodoxos. Malgrat tot, els ostrogots eren bastant tolerants i no es van produir persecucions religioses. L'opinió de Teodoric queda clara en les seves cartes als jueus de Gènova: "No podem imposar una religió, perquè ningú pot ser obligat a creure contra la seva voluntat."

### Relacions amb els estats germànics d'occident
Va ser en la seva política exterior on Teodoric es va mostrar més independent respecte l'imperi, car va intentar fer del seu regne un poder central entre els estats bàrbars occidentals seguint una política de matrimonis entre membres de la seva família i reis o prínceps veïns, en part com mesura defensiva, en part per contrarestar la influència imperial. Així, va casar les seves filles amb Alaric II, el rei visigot de la meitat meridional de la Gàl·lia i gairebé tota Hispània, i Segimon de Borgonya, rei dels Burgundis.; la seva germana Amalafrida es va casar amb el rei vàndal Trasamund, i el propi Teodoric es va casar amb Audofleda, germana del rei franc Clodoveu I.
Malgrat tot, aquestes polítiques no sempre van garantir la pau: Teodoric i Clodoveu van entrar en guerra quan els Francs van atacar els dominis visigots en la Gàl·lia, el 506. Els Francs mataren Alaric II en la batalla de Vouillé i ocuparen la Gàl·lia Aquitània el 507. L'any següent, però, els generals de Teodoric recuperaren la regió de Septimània i ampliaren el control ostrogot a la Provença. Així, el regne de Teodoric tenia ara una frontera directa amb el regne visigot, on, des de la mort d'Alaric, Teodoric governava com regent del seu net Amalaric. Durant el primer terç del segle vi no es pot parlar d'un autèntic estat visigot independent, ja que van estar molt tutelats pels ostrogots, per tallar l'expansió dels francs. Aquest període «ostrogot» (507-548) va suposar també l'arribada de gent d'aquesta ètnia per a ocupar els llocs claus i fer-se càrrec de la situació.
Els vincles familiars tampoc van evitar que Teodoric s'enfrontés amb Segimon, qui compartia la mateixa fe amb l'imperi. Els Francs ocuparen la Burgúndia i els Ostrogots, en resposta, van expandir els seus dominis a la Provença des del riu Durença al Riu Isèra.
Respecte als vàndals, a la mort de Trasamund, Hilderic va pujar al tron. El nou rei no seguia l'Arrianisme com el seu predecessor i es mostrava favorable als catòlics. Quan la seva esposa, Amalfrida, va protestar, va ordenar que fos assassinada. Teodoric estava preparant una campanya per venjar la seva germana quan ell mateix va morir.

### Relacions amb l'Imperi
Les relacions de Teodoric amb el seu sobirà, l'Imperi Romà d'Orient, sempre foren tenses, tant per raons polítiques com religioses. Especialment durant el regnat d'Anastasi, aquestes tensions derivaren en conflictes oberts, si bé no es va arribar a l'estat de guerra. El 504-505, les forces de Teodoric es llançaren a recuperar la regió de Pannònia i ocuparen la població de Sírmium, expulsant els Gèpides. Teodoric va aconseguir la victòria, però els seus homes s'enfrontaren breument amb un contingent de tropes imperials. Més tard, la guerra entre Francs i Visigots va renovar les friccions entre Teodoric i Anastasi, ja que el rei franc Clodoveu I, amb el suport de l'imperi, es va proclamar representant de l'Església Catòlica en lluita contra els heretges arrians. Aquest cop, Anastasi fins i tot va enviar part de la seva flota a saquejar les costes de la Pulla, al sud de la península Itàlica.
Amb la pujada al poder del nou emperador Justí I el 518, les relacions amb els Ostrogots es tornaren més harmonioses. Eutaric, gendre de Teodoric i designat successor, fou nomenat cònsol l'any 519. Tres anys més tard i per suavitzar les tensions religioses, Justí va permetre que Teodoric escollís ell mateix els dos cònsols. Malgrat tot, la nova legislació anti-arriana de Justí va provocar una escalada dels conflictes religiosos. Els membres del Senat, ortodoxos, recolzaren a l'emperador i els agents de Teodoric interceptaren cartes en les quals alguns senadors conspiraven amb l'imperi. Teodoric va ordenar l'arrest i execució de Boeci el 524 i va enviar al Papa Joan I a Constantinoble per mediar amb l'emperador. Quan Joan I va tornar a Roma, però, Teodoric el va fer arrestar sota sospites d'haver conspirat contra ell i el Papa va morir poc després. Tots aquests fets causaren un sentiment de malestar entre la població romana vers els gots.

### Mort de Teodoric i disputes dinàstiques
Teodoric el Gran va morir el 526, i tot el que ell havia obtingut va començar a fer-se bocins. Eutaric havia mort tres anys abans, així que la successió va recaure en el net de Teodoric, Atalaric, encara un infant. La seva mare, Amalasunta, fou designada regent. La xarxa d'aliances dels gots es va desintegrar: els Visigots van recuperar la seva autonomia sota el lideratge d'Amalaric, els vàndals passaren a mostrar-se més hostils i els Francs subjugaren els Turingis i els Burgundis, gairebé expulsant als Visigots del sud de la Gàl·lia.
Internament, el regne també estava en perill. Amalasunta havia rebut una educació romana i va intentar continuar la política del seu pare, respectant tant els gots com els Romans. Va buscar el suport del Senat i del nou emperador Justinià I, inclús permetent l'ús de Sicília per part de la flota imperial durant la Guerra Vandàlica. Però les seves idees no eren compartides pels nobles i capitosts gots, que a més a més, no volien ser governats per una dona. La seva decisió de donar a Atalaric una educació romana fou molt mal acollida pels gots, que volien educar-lo com a guerrer. Finalment, Amalasunta va cedir, però el jove rei es va veure sotmès a una gran pressió i va morir prematurament.
Els nobles començaren a conspirar per desfer-se d'Amalasunta i aquesta, alhora que intentava aturar-los, també planejava la seva fugida demanant protecció a l'emperador Justinià. Malgrat tot, quan la salut d'Atalaric va empitjorar seriosament, Amalasunta va buscar el suport del seu únic parent, el seu cosí Teodat, alhora que enviava ambaixadors a l'emperador per cedir-li tot Itàlia. En resposta, Justinià va enviar a Pere Patrici el Mestre per establir negociacions, però abans que aquest arribés a Itàlia, Atalaric va morir el 2 d'octubre de 534. Amalasunta va coronar Teodat com nou rei, intentant protegir-se, però aquest la va empresonar.
Justinià va intentar rescatar la seva aliada, però el 535 Amalasunta fou assassinada. Aquest crim va donar a Justinià, recent vencedor sobre els Vàndals, un pretext per ordenar la invasió d'Itàlia i la guerra al Regne Ostrogot.

## Cultura

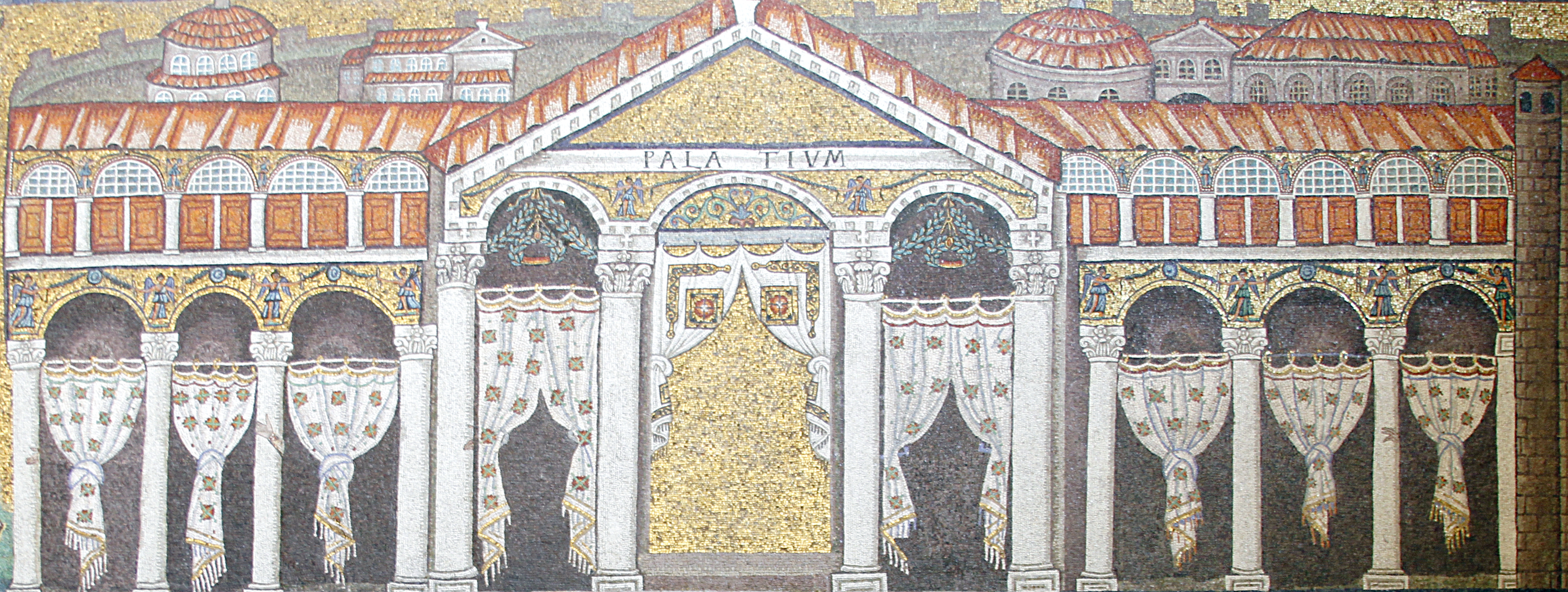
Palau de Teodoric, com es mostra en els murs de St. Apollinare Nuovo. Teodoric i la seva cort, representats entre les columnes, foren esborrats després de la conquesta per part de l'Imperi Romà d'Orient.

Degut a la curta vida del regne, gots i romans no es van fusionar ni es va crear un nou art, mescla dels dos pobles. Teodoric i la seva filla Amalsunta, però, van patrocinar la restauració d'edificis antics i es va continuar construint nous edificis seguint el model arquitectònic tradicional romà. A Ravenna, la Basílica de Sant Apollinare Nuovo i el seu Baptisteri arrià, així com la Capella de l'arquebisbe segueixen el model romà, si bé el Mausoleu de Teodoric mostra elements purament gòtics.
Tota la literatura que ha sobreviscut del període del Regne Ostrogot està escrita en llatí, amb alguns treballs més antics escrits en grec i en gòtic (com el Codex Argenteus). Cassiodor, d'origen noble i en poder d'alts càrrecs com cònsol i magister officiorum representava la classe dominant romana. En la seva obra Chronica, emprada més tard per Jordanes, així com en altres dels seus escrits, la literatura clàssica romana es posa al servei dels senyors gots. La seva posició privilegiada li va donar l'opció de compilar variada correspondència oficial sota la seva obra Variae Epistolae, que ens dona una bona mostra del sistema administratiu de l'Estat gòtic. Boeci fou una altra figura prominent del mateix període, també d'origen noble i alta educació. Va escriure sobre matemàtiques, música i filosofia, però la seva obra més important fou Consolació de la filosofia, que va escriure mentre estava empresonat sota càrrecs de traïció. Seria executat poc després.